# Nymphargus garciae
Espèce
Synonymes
- Cochranella garciae Ruiz-Carranza & Lynch, 1995

Statut de conservation UICN

 VU B1ab(iii) : Vulnérable
Nymphargus garciae est une espèce d'amphibiens de la famille des Centrolenidae.

## Répartition
Cette espèce est endémique de Colombie. Elle se rencontre dans les départements de Cauca, de Huila et de Tolima de 1 900 à 3 030 m d'altitude sur le versant Est de la cordillère Centrale.

## Description
Les mâles mesurent de 25,1 à 27,7 mm et les femelles de 25,9 à 28,4 mm.

## Étymologie
Cette espèce est nommée en l'honneur de Evaristo García Piedrahita (1845–1921).

## Publication originale
- Ruiz-Carranza & Lynch, 1995 : Ranas Centrolenidae de Colombia. V. Cuatro nuevas especies de Cochranella  de la Cordillera Central. Lozania, vol. 62, p. 1-23.